# لويس فيغا راموس
لويس فيغا راموس (بالإنجليزية: Luis Vega Ramos)‏ هو سياسي أمريكي، ولد في 11 يونيو 1970. حزبياً، نشط في Popular Democratic Party (Puerto Rico) ‏.